# The Five(ish) Doctors Reboot
The Five(ish) Doctors Reboot ist ein parodistischer Comedy-Kurzfilm von Peter Davison und eine Hommage an die britische Kult-Science-Fiction-Familienserie Doctor Who anlässlich des 50. Jahrestages ihrer Erstausstrahlung am 23. November 1963. Der Kurzfilm wurde am 23. November 2013 unmittelbar im Anschluss an die Ausstrahlung des Jubiläums-Spielfilms Der Tag des Doktors auf BBC Red Button (BBC-Mediathek/-Teletext) veröffentlicht.
Der Titel des Kurzfilms bezieht sich auf die Doctor-Who-Sonderfolge Die fünf Doktoren (The Five Doctors), ausgestrahlt zum 20. Jubiläum der Serie am 25. November 1983. Darin trafen die ersten fünf Doktoren aufeinander (Peter Davison – 5; Tom Baker – 4; John Pertwee – 3; Patrick Troughton – 2; Richard Hurndall stellvertretend für den 1975 verstorbenen William Hartnell – 1). In The Five(ish) Doctors Reboot verkörpern dagegen die fünf späteren Doktor-Darsteller Peter Davison (5), Colin Baker (6), Sylvester McCoy (7) Paul McGann (8) und David Tennant (10) selbstironisch überzeichnete Parodien ihrer selbst. Bindeglied der beiden Filme ist Peter Davison, der zu letzterem das Drehbuch schrieb und Regie führte und dessen Figur im Kurzfilm die übrigen Doktor-Darsteller zusammentrommelt.

## Hintergrund

### Idee und Produktion
Im Jubiläumsjahr 2013 erschien eine ganze Reihe von Sondersendungen, Büchern, Hörbüchern, Dokumentationen, Animations- und Spielfilmen rund um das Thema Doctor Who. Zentrales Element war ein in 3D gedrehter und international (in über 80 Ländern) am selben Tag gezeigter Kinofilm, Der Tag des Doktors. In der 50-jährigen Geschichte der Serie gab es zuvor bereits einige Sonderfolgen, in denen ehemalige und aktuelle Hauptfiguren aufeinandertrafen und besondere Abenteuer erlebten. So wurde schon einige Jahre vor der Ausstrahlung von Der Tag des Doktors in Fangemeinschaft und Medien spekuliert, wer wohl im Jubiläumsfilm 2013 zu sehen sein werde. Letztlich beschränkte sich der Spielfilm auf Figuren der neuen Ära (seit 2005; unter den Showrunnern Russell T Davies und ab 2011 Steven Moffat). Nach einer Absage des Charakterdarstellers Christopher Eccleston (Neunter Doktor, 2005) schrieb Moffat eine neue Rolle (den Kriegsdoktor – John Hurt) hinzu, die in der Chronologie zwischen dem achten (Paul McGann, 1996) und neunten Doktor angesiedelt ist.
Die vergebliche Hoffnung vieler Fans, im Jubiläumsfilm einige Figuren aus der klassischen (alten) Serie wiederzusehen, mündete in die Idee zu einem Comedy-Special mit eben jenen Darstellern. Auf einer Convention mehrere Jahre vor dem Jubiläum antwortete Peter Davison auf die Frage eines Fans scherzhaft, wenn er keine Rolle im Special erhielte, müsse er wohl sein eigenes schreiben. Diese Antwort verbreitete sich unter den internationalen Fans wie ein Lauffeuer und wurde auf folgenden Conventions bereits verzerrt wie eine offizielle Ankündigung aufgefasst. In der Folge plante Davison tatsächlich ein mehrminütiges Video und lud seine Kollegen Colin Baker, Sylvester McCoy und Paul McGann zur Mitgestaltung ein.
McCoy konnte erst nur unter Vorbehalt zusagen, da er zeitgleich am Set von Peter Jacksons Der Hobbit in Neuseeland erwartet wurde. Dieser Umstand und McCoys kindlicher Stolz über die Mitwirkung an dem gigantischen Filmprojekt fand anschließend scherzhaft Eingang in Davisons Drehbuch. Davison schrieb zudem Jackson per Mail eine Anfrage, ob er am Special mitwirken wolle – in der festen Annahme, der begehrte Regisseur werde definitiv absagen. Nur zwei Minuten später erhielt er eine Rückmeldung mit Jacksons überschwänglicher Zusage und darüber hinaus mit dem für Davison unglaublichen Angebot, auch den legendären Sir Ian McKellen (Gandalf) ins Boot zu holen. Das Script wuchs schrittweise vom fünf- zum knapp 30-minütigen Kurzfilm.
Auch der derzeitige Showrunner Steven Moffat sagte zu, der ihm von Davison zugesandte Scriptentwurf landete aber zunächst auf einem anderen Schreibtisch der Produktionsleitung von BBC Wales. Dort gefielen seine Ideen derart, dass Davison von offizieller Seite ein Kamerateam und ein kleines Budget von 25.000 Pfund für seinen Kurzfilm zur Verfügung gestellt wurden. Dies reichte für eine Handvoll Bühnenbilder/Requisiten und die logistische Planung des Films.
Davisons älteste Tochter Georgia Tennant, welche sich zur Produktion des Films bereit erklärt hatte, berichtete ihrem Vater Davison einige Zeit darauf, der befreundete John Barrowman sei ebenfalls enttäuscht, als ehemaliger Begleiter des Doktors Captain Jack Harkness keine Rolle im Jubiläumsspecial erhalten zu haben. Innerhalb kürzester Zeit konnte sich Davison so auch Barrowmans Mitwirkung am Kurzfilm sichern.
Immer mehr beliebte Darsteller der alten und neuen Serie kamen hinzu. Drehbuchautor Davison hatte 1981–1984, in einer Minisode 2007 und in diversen Hörspielen den fünften Doktor gespielt und übernahm als solcher auch eine der Hauptrollen in seinem Satirefilm. Letztlich übernahm er für sein Filmprojekt auch die Regie.
Weitere Hauptrollen übernahmen die früheren Darsteller des sechsten (Colin Baker) und siebten Doktors (Sylvester McCoy), kürzere Auftritte haben zudem die Darsteller des achten (Paul McGann), zehnten (David Tennant) und elften Doktors (Matt Smith, nur Cameo) sowie zwei beliebte Companions der letzten Jahre, Jenna Coleman (Clara) und John Barrowman (Jack). Der nicht erreichbare Tom Baker (vierter Doktor) wird mehrfach erwähnt und erscheint mithilfe eines kurzen Clips aus dem vergangenen Jubiläumsspecial Die fünf Doktoren (1983), von dem der Titel des Kurzfilms abgeleitet ist. Viele weitere (gegenwärtige und ehemalige) Mitarbeiter der Serie haben Auftritte, darunter Produzenten, Regisseure, Maskenbildner, Darsteller und Sprecher größerer und kleinerer Rollen. Auch einige berühmte Fans der Serie wirkten mit. Die meisten Darsteller spielten im Kurzfilm mehr oder weniger stark verzerrte Parodien ihrer selbst.
Produzentin Georgia Tennant hat im Kurzfilm zudem mehrere kurze Auftritte, ebenfalls als sie selbst. Sie wirkt darin als Vermittlerin zwischen ihrem Vater Peter Davison und ihrem Ehemann David Tennant, der als Darsteller des zehnten Doktor eine der begehrten Hauptrollen im großen Jubiläumsfilm erhalten hat und den anderen einen Weg ans streng bewachte Set bahnen soll. Als Produzentin wird Georgia unter ihrem Ehenamen Tennant genannt, in der Darstellerliste aber gleichzeitig unter ihrem Mädchennamen Moffett geführt (Davison ist nur Künstlername ihres Vaters). Dass sie zum Zeitpunkt des Drehs mit ihrem dritten Kind hochschwanger war (der Sohn kam im März 2013 zur Welt), wurde ebenfalls mehrfach komödiantisch ins Drehbuch eingebunden: Einmal drückt sie den Anruf ihres Vaters weg, um sich über eine Stange Sellerie und eine Box Schokoladeneis herzumachen; ein anderes Mal würgt David im Drehstress ein Telefonat vorschnell ab, bevor sie ihm vom Krankenhausbett aus mitteilen kann, dass in wenigen Augenblicken ihr Kind zur Welt kommen wird….
Der halbstündige Kurzfilm handelt nun von dem verzweifelten Versuch der Alt-Darsteller, mit der Hilfe von Kollegen, Autoren, Produzenten und anderen Crewmitgliedern eine noch so kleine Rolle im Film zu ergattern. Schließlich begibt sich der Kurzfilm auf eine Meta-Ebene, auf der Ex-Showrunner Russell T Davies und Schauspieler Sean Pertwee und Olivia Colman vergeblich versuchen, eine Rolle in Davisons Kurzfilm zu erhaschen, und sich die drei Hauptdarsteller am Ende bei der Filmcrew bedanken, sich von den Zuschauern verabschieden und über ein in der Ferne stehendes Making-of-Team diskutieren.
Gedreht wurde in an den Handlungsorten in England, Wales und Neuseeland. Das Drängen der BBC-Produktionsleitung (Brian Minchin, der seit 2012 auch für die Hauptserie zuständig ist), den 35-minütigen Kurzfilm auf 10 Minuten Länge zu schneiden, beendete Davison nach mehrtägiger Diskussion schlagartig, indem er androhte, im Falle einer signifikanten Kürzung den Fans von dieser Entwicklung zu berichten.

### Rezensionen
Ben Lawrence, Filmrezensent des Telegraph, vergab vier von fünf Sternen und beschrieb den Kurzfilm als “a sweet, often funny homage to the show” (eine herzige, vielfach lustige Verneigung vor der Serie). Er schloss, die Hommage sei “both a satisfying in-joke for Whovians and a naughty dig at the neediness of actors” (es handle sich sowohl um einen befriedigenden Insider-Witz für die Fans als auch um eine freche Spitze gegen die Aufmerksamkeitsbedürftigkeit von Schauspielern).
Der Fernsehkritiker der Los Angeles Times, Robert Lloyd, wagte die Gegenüberstellung mit dem großen Jubiläums-Kinofilm Der Tag des Doktors und schloss, der Kurzfilm sei “equally wonderful in its way” (auf seine eigene Weise ganz genauso wundervoll).

### Auszeichnungen
The Five(ish) Doctors Reboot war 2014 für den Hugo Award für Best Dramatic Presentation (Short Form) nominiert.
Weitere Nominierte waren neben Episoden der Serien Game of Thrones und Orphan Black auch drei weitere Sonderfolgen des Doctor Who Universums: Das Jubiläumsspecial Der Tag des Doktors, die vorausgegangene finale Folge der siebten Staffel Der Name des Doktors sowie das BBC-Dokudrama Ein Abenteuer in Raum und Zeit über die Entstehung der Serie und ihre Schöpferin.
Die Auszeichnung ging letztlich an die GoT-Folge Der Regen von Castamaer.

### Heimvideoveröffentlichung
Nach Monaten der Spekulationen wurde am 23. Juli 2014 schließlich offiziell verkündet, The Five(ish) Doctors Reboot werde – gemeinsam mit den übrigen Jubiläumsspecials unterschiedlicher Länge (Der Name des Doktors, Die Nacht des Doktors, Der Tag des Doktors, Die Zeit des Doktors und Ein Abenteuer in Raum und Zeit) – am 8. September 2014 auf DVD und Blu-ray erscheinen. Dieses Box-Set wurde schließlich als Limited Edition mit dem Titel 50th Anniversary Collectors Edition vermarktet.
Abgesehen von diesem Jubiläums-Box-Set erschien der Kurzfilm noch ein weiteres Mal auf DVD – als Teil des Bonusmaterials zur an das Jubiläumsjahr anschließenden achten Staffel (erste Staffel mit Peter Capaldis 12. Doktor).

### Fortsetzung
Im Juni 2014 verkündete der Darsteller des achten Doktors Paul McGann als Gastsprecher der Cambridge Union Society, die Produktion eines Sequels habe begonnen. Dabei wurden jedoch weder Veröffentlichungsdatum noch Informationen zu Handlung oder Besetzung mitgeteilt. Bereits im Juli 2014 widersprach Colin Baker (sechster Doktor) McGanns Ankündigung, als er Jan Gilbert (Flicks and the City) im Interview mitteilte: “All I know is when I last spoke to Peter [Davison] the reaction to Five-ish Doctors has been so positive that we discussed whether it was a good idea to do another one and we agreed that we didn’t want to do one that was a pale imitation of the first. That would be anti-climactic […]. We have to come up with a really good idea first. There’s a couple of possibilities floating around, but nothing is set in stone. Clearly doing one about the 51st anniversary isn’t going to be interesting. It’s got to be about something else.”

## Handlung
Die Handlung ist zentriert auf die fiktionalisierten, übellaunigen ehemaligen Doktor-Darsteller Davison, Baker und McCoy, die in ein chaotisches Abenteuer verwickelt werden, als sie versuchen, sich mit der Hilfe von John Barrowman, David und Georgia Tennant, Paul McGann, Matt Smith und Jenna Coleman ans Set des offiziellen Doctor Who Jubiläumsspecials zu schleichen.
Der Kurzfilm beginnt mit einer Aufnahme von Olivia Colman und Sean Pertwee, die sich während einer Drehpause unterhalten und etwas frustriert feststellen, dass keiner der beiden sonst so begehrten Darsteller an eine Rolle im „Five Doctors Reboot Thing“ gelangen konnte (Colman: „I’m usually in everything.“).
Ein Sprung zurück ins Jahr 2012 enthüllt den ehemaligen Darsteller des fünften Doktors, Peter Davison, der mit seinen beiden jüngeren Söhnen gebannt das alljährliche Doctor-Who-Weihnachtsspecial (in jenem Jahr Die Schneemänner) ansieht. Sie sprechen das herannahende 50. Jubiläum und die geplante Sonderfolge an und spekulieren, ob Davison zu diesem Anlass wohl die Einladung zur Rückkehr in seine Rolle erhalten werde. Die Jungen zeigen sich zu Davisons Entsetzen sichtlich begeistert von der Idee, es könne auch nur auf eine Zusammenkunft der beiden neusten Doktor-Darsteller Matt Smith und David Tennant (dem Ehemann ihrer Halbschwester Georgia) hinauslaufen.
In der folgenden typischen Doctor-Who-Titelsequenz werden als Hauptdarsteller neben Davison bereits Sylvester McCoy, Colin Baker und Paul McGann geführt. Als Titel der Episode wird der Film im Film The Five Doctors Reboot genannt. Dann fällt das „(ish)“ ins Bild und ergänzt den genannten Titel zum eigentlichen Kurzfilmtitel.
Davison träumt davon, noch einmal in die BBC-Studios eingeladen zu werden, wo er von den Anwesenden (darunter Matt Smith, Clara-Darstellerin Jenna Coleman, Showrunner Steven Moffat und die Teams der Kostüm- und Make-up-Abteilungen) liebevoll umgarnt und verwöhnt wird. Eine Vision von Janet Fielding reißt ihn aus diesem Traum, indem sie ihm mitteilt, das keiner der „alten Doktoren“ erwünscht sei. Ihre Stimme verschmilzt mit der von Davisons Ehefrau Elizabeth Heery, die ihn auffordert, aufzustehen und den Hund auszuführen. Unterwegs fragt Davison seinen Agenten verzweifelt – und ergebnislos – nach einem möglichen Rückruf der BBC.
Im Februar 2013 kehrt Sylvester McCoy vom Hobbit-Dreh in Neuseeland zurück und stellt enttäuscht fest, dass während des Fluges keine Nachricht in der Mailbox seines Handys gelandet ist. Auch Colin Baker wartet ungeduldig neben dem Telefon und liest in einer alten bebilderten Doctor-Who-Zeitschrift über seine Ära als sechster Doktor. Peter Davison macht sich auf den Weg, die beiden zu treffen und erhält über das Autoradio einen weiteren Stich, als der Moderator nach John Barrowmans Interpretation „seiner“ Hymne I Am What I Am den Bogen zum 50. Who-Jubiläum schlägt. An diesem Tag wurde das Jubiläumsspecial angekündigt, der Moderator drückt seine Hoffnung aus, dass einige der alten Doktoren ihre Aufwartung machen werden. Als seinen absoluten Liebling hebt der Radiomoderator den bereits 1994 verstorbenen Peter Cushing hervor (der den Doktor nur in zwei Spielfilmen 1965 und 1966 darstellte und nicht einmal zu der kanonischen Reihe der Doktoren gezählt wird). Davison hört nicht weiter zu und ruft seine älteste Tochter Georgia an. Die hochschwangere Frau drückt ihn allerdings weg, um sich über eine Dose Eis und eine Stange Sellerie herzumachen.
Davison trifft für eine Who-Convention in einem Hotel ein, wo ihn die Rezeptionistin nicht gleich erkennt und auch seinen Namen erst nicht einordnen kann, was seinem Ego den Rest gibt. Nachrichten sind für ihn auch nicht eingetroffen. Während der Autogrammstunde sieht er sich anschließend mit nervigen Extrawünschen eines Fans mit Tom-Baker-Fan-T-Shirt konfrontiert, die natürlich auch gleich in das Jubiläumsfilm-Fettnäpfchen tritt. Davison versucht einen persönlichen Anruf bei Steven Moffat, die Sekretärin sagt den Anruf nur widerstrebend zu Moffat durch (da Davison und verschiedene andere Altdarsteller zuvor schon mehrfach angerufen hatten). Moffat lässt sie den Darsteller mit einer billigen Ausrede abwimmeln, um sich wieder dem Puppenspiel mit seinen Spielzeugversionen von Matt Smith, David Tennant und der TARDIS zuzuwenden. Die hinterlassene Nachricht Davisons auf dem AB löscht er sofort. Colin Baker geht inzwischen seiner Frau auf die Nerven, da er ihr aufgrund des schlechten Handy-Empfangs nicht bei der Gartenarbeit helfen will. Er und McCoy hinterlassen ebenfalls Nachrichten auf Moffats AB, die erneut sofort gelöscht werden. Davisons Söhne zeigen sich von seiner enttäuschten Mitteilung, er werde wohl nicht Teil des Jubiläumsspecials werden, wenig beeindruckt und wenden sich sofort wieder ihrem Doctor-Who-Videospiel zu.
Die drei desillusionierten Altdarsteller Davison, McCoy und Baker setzen sich auf einer weiteren Convention in einem Konferenzraum abseits des Trubels zusammen und beratschlagen, wie man an eine noch so kleine Rolle im Special kommen könne. McCoy kann keinen Satz beenden, ohne auf Der Hobbit und die Bedeutung von „richtigen Filmen“ im Vergleich zum Fernsehen anzusprechen, und fällt damit seinen Freunden auf die Nerven. Davison konnte über einen streng geheimen Kontakt (der von Baker schnell als Davisons Schwiegersohn Tennant identifiziert wird) die Drehtermine des Jubiläumsspecials herausfinden. Sie überlegen, den vierten Doktor Tom Baker in ihre Pläne zu involvieren, doch keiner traut sich so recht, ihn anzurufen. Colin Baker kommt zu dem Schluss, ein Anruf könne doch wohl nicht schlimmer sein als vor Live-Fernsehpublikum Opossums-Hintern zu verspeisen (Anspielung auf seine Teilnahme bei I’m a Celebrity … Get Me Out of Here!) und setzt diese Aussage auch in die Tat um. Bei Tom Baker meldet sich jedoch nur der Anrufbeantworter, welcher den Anrufern mitteilt, dass er „wohl mal wieder in der Scheiß-Zeit-Vortex“ feststecke. An dieser Stelle wird ein kurzer Clip einer entsprechenden Doctor-Who-Sequenz aus der Tom-Baker-Ära eingeblendet, in welchem der Doktor als Gondoliere auf einem Fluss unterwegs ist und kurz vor dem Unterqueren einer Brücke von einem sichtbaren Zeitstrudel aufgesogen wird. Der ebenfalls anwesende Paul McGann erfährt am Telefon von seinem Agenten, dass auch er keine Rückmeldung der BBC erhalten hat, und schließt sich den drei Kollegen an. Als McCoy auf dem Rückweg erwähnt, dass er während des Hobbit-Drehs teils tagelang nur in seinem Wohnwagen sitzt und auf seine nächste Szene wartet, ruft Davison ihn auf, seine Prioritäten zu überdenken, es handele sich doch nur um einen „vergleichsweise unwichtigen 500-Millionen-Strohfeuer-Film“, während das Mitwirken der drei am Jubiläumsspecial von wirklicher Bedeutung sei. Beim Gehen wird Davison von einer Frau im Dirndl als Hauptdarsteller aus Der Doktor und das liebe Vieh erkannt und verfolgt.

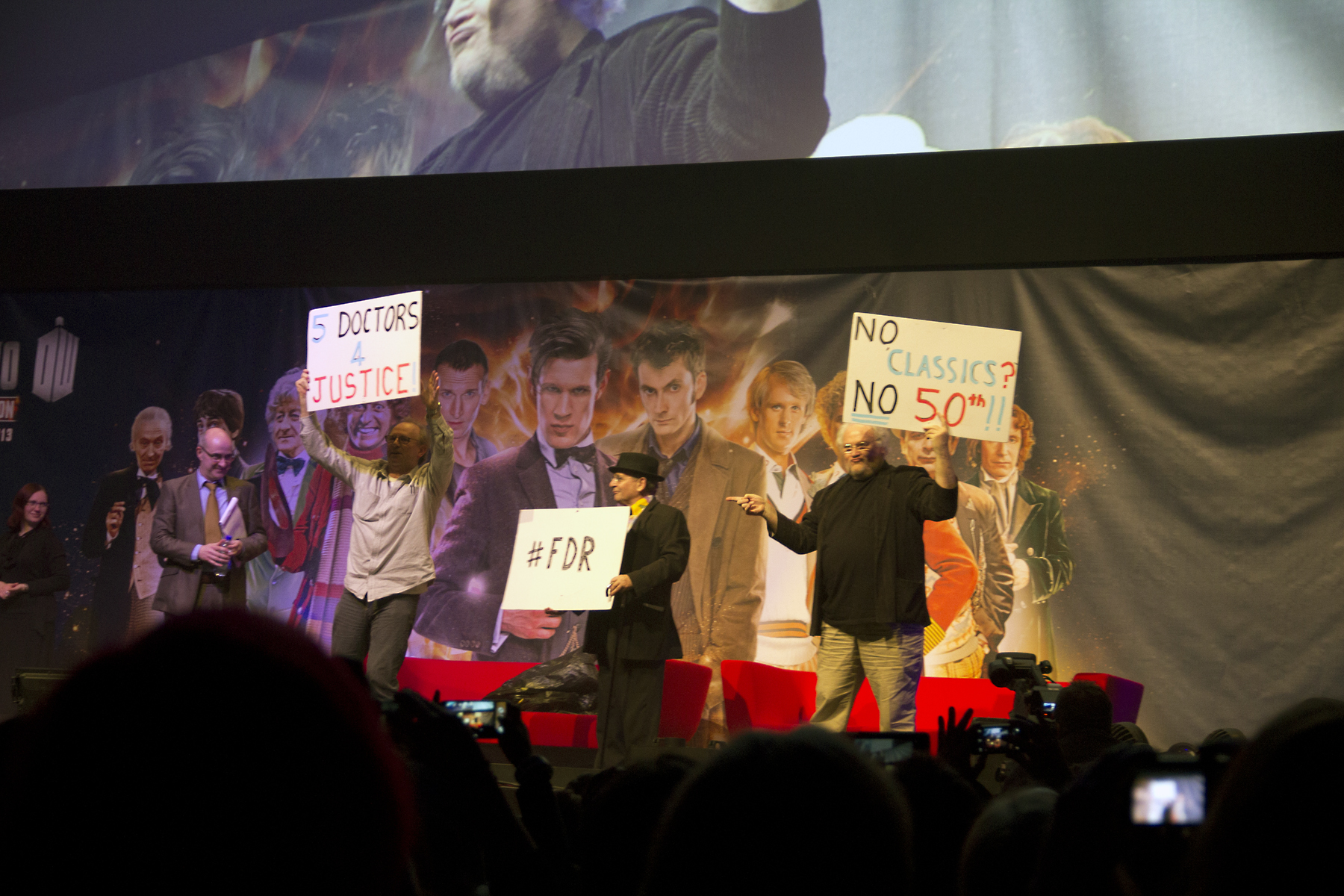
Davison, McCoy und Baker beim Doctor Who 50th Anniversary Celebration Weekend mit den im Kurzfilm verwendeten Protestschildern.

Als Baker zu Hause eintrifft, wartet dort ein Päckchen mit einer DVD von einigen Who-Folgen aus seiner eigenen Ära auf ihn. Seine Frau und seine vier erwachsenen Töchter versuchen, vor dem gemeinsamen Fernsehabend zu fliehen, doch Baker klärt sie darüber auf, dass er vorsichtshalber sämtliche Türen verschlossen habe. Die neue DVD war bereits als Ersatz für eine „auf mysteriöse Weise verschwundene“ bestellt worden.
McCoy fliegt wieder nach Neuseeland, kehrt aber schon bald nach England zurück, als Regisseur Peter Jackson ihn wieder einmal über längere Zeit untätig herumsitzen lässt. Davisons grandioser Plan sieht vor, dass sich die drei Herren (McGann hat berufliche Verpflichtungen und Tom Baker ist nach wie vor nicht erreichbar) mit selbstgemalten Demo-Plakaten vor das BBC Television Centre in London stellen, darauf Slogans wie „NO CLASSICS? NO 50th!!“, „5 DOCTORS 4 JUSTICE!“ und „HAVE A HEART – CLASSIC DOCTORS WANT A PART!“. Eine kurze Unterhaltung zwischen McCoy und Baker besteht ausschließlich aus aneinandergereihten Doctor-Who-Zitaten.
In der Zwischenzeit wird McCoy am Hobbit-Set benötigt. Seine Abwesenheit droht den Dreh einer Szene mit Sir Ian McKellens Gandalf zu ruinieren. Der völlig entnervte Peter Jackson bittet McKellen (der zuerst keinen Schimmer hat, von wem die Rede ist) vorsichtig, die Szene erst einmal alleine zu spielen, worin McKellen eine deutliche potenzielle Verbesserung des Filmmaterials sieht.
In London läuft John Barrowman auf dem Heimweg vom Einkaufen an Davison vorbei und grüßt ihn knapp, wenige Augenblicke später kommt er noch einmal zurück und klärt die Altdarsteller amüsiert darüber auf, dass Doctor Who nicht wie früher in den Londoner BBC Studios, sondern schon lange an einem permanenten Set im neuen BBC-Wales-Studio (Roath Lock) in Cardiff Bay/Wales gedreht wird. Bepackt mit ihren Protestschildern und Klappstühlen hechten die drei Barrowman hinterher und holen ihn an seinem Auto ein, wo sie schockiert feststellen, dass Barrowman heimlich eine Frau und zwei quengelnde Töchter hat. Der frustrierte Familienvater flieht daraufhin mit den drei ehemaligen Doktor-Darstellern zum Drehort nach Cardiff, Frau und Kinder bleiben samt Einkäufen und Demoplakaten in London. Auf dem Weg nach Wales „beglückt“ der Captain-Jack-Darsteller seine Mitreisenden mit diversen Musical-Hits aus Oklahoma!, Anything Goes und La Cage aux Folles. Zum Abschied erhält Davison ein Exemplar seines Soloalbums Music Music Music, Baker den DVD-Mitschnitt eines Solokonzertes in der Royal Albert Hall und McCoy ein Exemplar seiner Best-of-CD Tonight’s the Night.

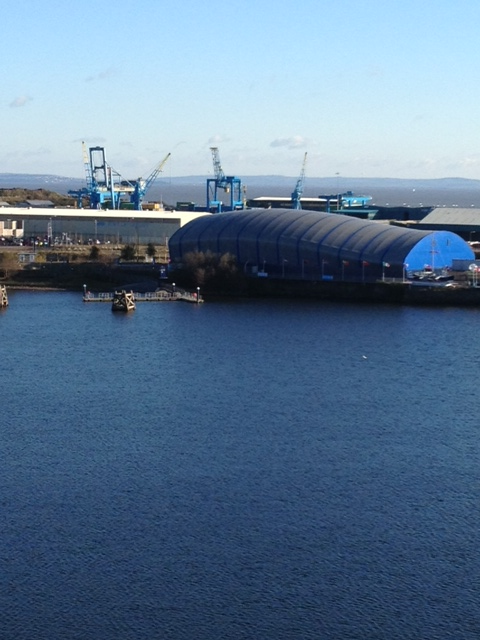
Gebäude der ehemaligen Doctor Who Experience, Cardiff Bay
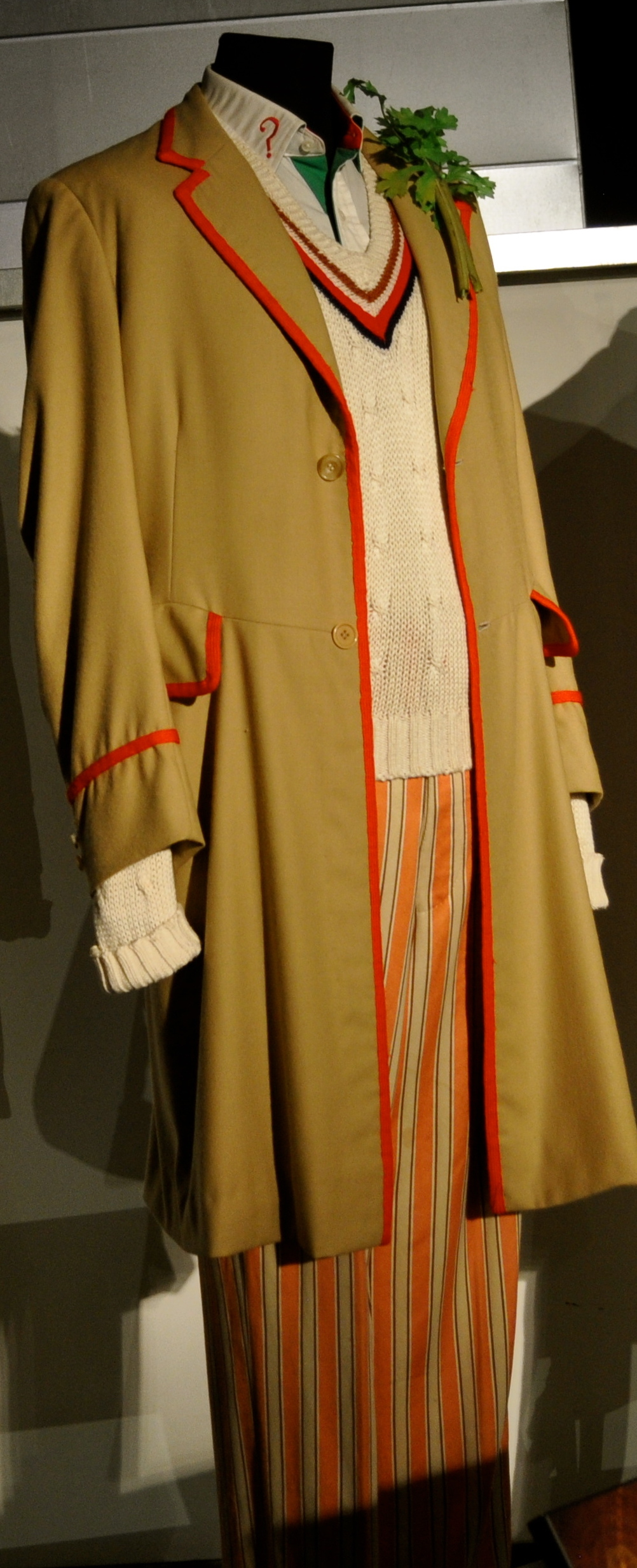
Davisons Kostüm, ausgestellt in der DWE Cardiff

Bevor sie das Studio finden, stolpern sie versehentlich in die Doctor Who Experience, eine nahegelegene Dauerausstellung für Fans der Serie. Als sie wieder einmal nicht erkannt und aufgefordert werden, die 45 Pfund Eintritt zu zahlen, bieten sie dem Angestellten stattdessen Barrowmans Musikartikel an. Der Mitarbeiter akzeptiert das alternative Zahlungsmittel und wirft die Produkte in einen großen und schon bis zum Rand gefüllten Umzugskarton voller weiterer John-Barrowman-Alben. Im Museum stehlen die drei ihre alten Kostüme von den dort stehenden Schaufensterpuppen und quetschen sich in eine Ausstellungs-TARDIS, wo Davison traurig feststellt, dass es sich dabei nicht um die „echte TARDIS“ handelt. Sie hat innen also die gleichen Ausmaße hat wie außen und ist für drei Personen auf Dauer zu eng, außerdem stellt sie kein geeignetes Transportmittel ins Innere des Fernsehstudios dar. Ein neuer Plan muss her.
Die von den ständigen Anrufen ihres Vaters genervte Georgia bittet ihren gerade beschäftigten Mann (David Tennant), die drei Altdarsteller in einer Drehpause unauffällig in das Studio zu schmuggeln. Er willigt ein und hat beim eiligen Auflegen das Gefühl, etwas Wichtiges vergessen zu haben. Am anderen Ende der Leitung liegt Georgia im Krankenhausbett und wird vom umstehenden Personal bereits zum Pressen animiert. Die drei Herren sind schon kurz davor, ihre Odyssee aufzugeben, erinnern sich dann aber gegenseitig daran, dass sie sich all dies „für die Fans“ antun. Tennant hält eine Notausgangtür durch einen eingeklemmten Feuerlöscher offen, die drei Männer gelangen problemlos hinein. Bei ihrem Eintreten setzt eine lautere und dramatischere Hintergrundmusik ein, was den Figuren in einer Art Meta-Moment bewusst wird, zum Test gehen sie noch einmal zurück nach draußen, wo wieder betont seichte Musik gespielt wird, kehren dann in den Flur zurück und setzen ihre Suche nach dem Studio ungehindert fort, beobachtet nur durch zwei Daleks.
Georgias ältester Sohn Ty wandert inzwischen mit seinem Modell-Schallschraubenzieher durch die Doctor-Who-Ausstellung und bleibt verdutzt vor den nun etwas anders aussehenden Puppen des fünften bis siebten Doktors stehen, während sich die drei Darsteller in einem Nebenraum der großen Studios in ihre alten Kostüme zwängen. Anschließend lästern sie, wie für Auftritte früherer Doktoren typisch, über die neue Aufmachung des TARDIS-Innenraums. Vollständig kostümiert schleichen sie schließlich in das Hauptstudio, fliegen aber nicht auf, da alle Mitarbeiter gebannt der gerade gefilmten Szene folgen: Die Szene aus Der Tag des Doktors zeigt den zehnten (Tennant) und elften Doktor (Matt Smith) sowie den Kriegsdoktor (John Hurt), die zu Zeiten von Elisabeth I. gemeinsam im Tower of London festsitzen. Baker erkundigt sich nach Davisons weiteren Plänen und muss feststellen, dass keiner bislang über den tatsächlichen Einbruch hinausgedacht hat. Als die Dalek-Darsteller über Lautsprecher aufgefordert werden, sich ans Set zu begeben, schließen die Davison, Baker und McCoy sie in ihrer Umkleide ein und übernehmen deren Rolle. Im Anschluss an die Szene kommen sie allerdings erst nicht mehr aus den Metallgehäusen heraus.
Gleichzeitig hat der Sicherheitsdienst den aufgesperrten Notausgang entdeckt und macht sich auf die Suche nach den Eindringlingen. Die drei ehemaligen Doktor-Darsteller werden auch nach ihrer Befreiung aus den Dalek-Gehäusen nicht erkannt und daran erinnert, dass der Dalek-Vertrag auch Szenen in Zygon-Maske beinhaltet, wovon die drei Herren aber nichts wissen wollen. Zwei Security-Beamte machen sich überall am Set auf die Suche nach „drei Männern in albernen Klamotten, vermutlich illegale Eindringlinge“ (illegal aliens). Ein dritter Sicherheitsmann hört im Radio John Barrowman I Am What I Am singen und knippst gelangweilt an seiner Taschenlampe herum, bis er von den anderen zur Hilfe gerufen wird. Einer der drei läuft den Darstellern tatsächlich über den Weg und ist der erste, der sie erkennt und sich Autogramme von jedem geben lässt. Als der zweite Wächter hinzukommt und der erste die Situation begreift, sind die drei Schauspieler schon verschwunden. Die Verfolger sind ihnen dicht auf den Fersen, doch den Darstellern gelingt es, sich erneut im Studio zu verstecken. Vom Set der Under Gallery Scene werden die Sicherheitsleute schließlich verscheucht, da sie keine spezielle Freigabe für die Jubiläumsfolge besitzen. Die drei Eindringlinge entkommen unentdeckt und stoßen vor ihrer Heimfahrt nach London an einer Bushaltestelle mit Sekt aus Kaffeebechern auf ihren Erfolg an. An diesem Punkt wechselt der Kurzfilm erneut auf die Meta-Ebene, Davison bedankt sich beim Kamerateam und beendet den Dreh nach Anleitung des Kameramannes mit einem überdeutlichen „And… cut!“ Nach kurzer Unterbrechung zeigt ein weiteres Kamerateam die Szene (Davison schüttelt dem Hauptkamerateam zum Dank und Abschied die Hand) von der anderen Straßenseite. Von Baker und McCoy werden sie als Making-of-Dokumentarteam identifiziert. Als der Bus eintrifft, erhält Davison einen erwarteten Anruf, den er eilig wegdrückt. Der Anrufer ist Russell T Davies, welcher nun 27 Minuten lang auf Davisons Mailbox spricht und ihn eindringlich bittet, ihm eine Rolle in seinem Kurzfilm zu überlassen, da dem ehemaligen Showrunner ebenfalls das Mitwirken am großen Jubiläumsspecial verwehrt blieb. Davison unterbricht und löscht die Nachricht schon nach wenigen Sekunden des Zuhörens und schläft zufrieden ein.
Zwei Wochen später begutachtet Steven Moffat mit seinem Techniker die fertigen Szenen. Da der Film noch 10 Minuten zu lang ist, wird die als nicht zwingend notwendig erkannte Szene 19, der Angriff der (drei) Daleks, vollständig herausgeschnitten, ohne einen weiteren Blick darauf zu werfen. Es folgt der Abspann, nach den Darstellernamen unterbrochen durch eine weitere Sequenz (Post-Credit-Szene) aus Moffats Postproduktion. Auf dem Programm steht die Under Gallery Scene. Aufgrund eines dringenden Anrufes muss Moffat das Zimmer verlassen, daher sieht nur sein Mitarbeiter, wie vor Beginn der eigentlichen Szene drei ihm aus seiner Kindheit bekannte Gestalten in ihren alten Kostümen ans Set stolpern und von den anwesenden Mitarbeitern schnell die Leinendecken übergeworfen bekommen, unter welchen sich in der Szene die Zygonen versteckt halten. Um den Erhalt der Szene zu gewährleisten, erzählt der Editor Moffat nach seiner Rückkehr nichts von den drei Eindringlingen und zeigt ihm nur den relevanten späteren Szenenverlauf ab Take One.

## Mitwirkende
- Regie: Peter Davison
- Regie-Assistenten: James DeHaviland; Jennie Fava; Jack Wren
- Director of Photography (Kameraführung und Lichtregie): Simon Walton
- Kameraleute: Luke Baker; Matt Andrews
- Kamera-Assistenten: Cai Thompson; Gethin Williams; Sarah Jones
- Produzentin: Georgia Tennant (spielte auch sich selbst im Kurzfilm – unter ihrem Mädchennamen Georgia Moffett)
- Executive Producers: Steven Moffat; Brian Minchin für BBC Cymru/Wales
- Line Producer: Steffan Morris
- Production Manager: Katie Player
- Produktionsleitung: Julie Scott
- Requisiten: Julia Jones
- Make Up & Hair Artist (Maske): Catrin Thomas; Ros Wilkins; Bethan Kate Harris
- Drehbuch: Peter Davison
- Drehbuchüberarbeitung: Derek Ritchie
- Mikrofon: Dewi Jones; Tony Bell
- Tonaufnahme: Deian Humphreys; Wil Planitzer; Christian Joyce
- Dubbing Mixer (Tontechniker der Synchronisation): Owen Thomas
- Floor Runner: Michael Williams
- Assembly Editor: Katrina Aust
- VFX Editor: Joel Skinner
- Online Editor: Gary Hewson
- Schnitt: Ceres Doyle; Jamie Pearson
- Post Production Co-ordinator: Sam Price
- Post Production Supervisor: Nerys Davies

### Besetzung
| Darsteller             | Verbindung zu Doctor Who | Hier Auftritt als |
| ---------------------- | --- | --- |
| Sean Pertwee           | Sohn von Jon Pertwee (Darsteller des Dritten Doktors) | er selbst |
| Olivia Colman          | spielte die „Mutter“ in der Doctor-Who-Folge 5.01 Fünf vor zwölf (The Eleventh Hour); außerdem zum Ausstrahlungszeitpunkt Ko-Star von David Tennant (Zehnter Doktor) in der ITV-Hit-Dramaserie Broadchurch.                                                                         | sie selbst |
| Peter Davison          | spielte den Fünften Doktor | er selbst |
| Louis Davison          | Sohn von Peter Davison | er selbst |
| Joel Davison           | Sohn von Peter Davison | er selbst |
| Jenna Coleman          | Darstellerin der Clara Oswald (Companion des Elften und Zwölften Doktors) | sie selbst (Film- und Davisons Traumsequenz)                                                                                              |
| Matt Smith             | Darsteller des Elften Doktors | er selbst (Film- und Davisons Traumsequenz)                                                                                               |
| Steven Moffat          | damaliger Showrunner, d. h. Executive Producer und leitender Drehbuchautor (Staffeln N05 bis N10/Special 2017; auch Autor des Jubiläumsfilms Der Tag des Doktors) | er selbst (Davisons Traumsequenz) |
| Heddi-Joy Taylor-Welch | damalige Dritte Regieassistentin und Runner | Maskenbildnerin (Davisons Traumsequenz)                                                                                                   |
| Louisa Cavell          | damalige Regieassistentin | Maskenbildnerin (Davisons Traumsequenz)                                                                                                   |
| Lauren Kilcar          | Kostüm-Assistentin zum Jubiläumsfilm Der Tag des Doktors | Maskenbildnerin (Davisons Traumsequenz)                                                                                                   |
| James DeHaviland       | damaliger Zweiter Regieassistent | Kostüm-Assistent (Davisons Traumsequenz)                                                                                                  |
| Janet Fielding         | spielte Tegan Jovanka, eine ehemalige Begleiterin des Vierten und Fünften Doktors | sie selbst (Davisons Traumsequenz) |
| Elizabeth Heery        | Ehefrau von Peter Davison | sie selbst (nur Stimme); später zweite Cameo als Krankenschwester/Geburtshelferin, im Abspann genannt als Elizabeth Morton (Künstlername) |
| Sylvester McCoy        | spielte den Siebten Doktor | er selbst |
| Colin Baker            | spielte den Sechsten Doktor | er selbst |
| Rhys Thomas            | Comedian, Schauspieler, Schriftsteller und Doctor-Who-Fan | Radiomoderator |
| Georgia Moffett        | spielte Jenny in Der Doktorvater, traf dort auf ihren heutigen Ehemann David Tennant (Zehnter Doktor); ist außerdem älteste Tochter von Peter Davison (Fünfter Doktor, Filmemacher, eigentlich Peter Moffett); zudem Produzentin des Kurzfilms unter ihrem Ehenamen Georgia Tennant | sie selbst |
| Sinead Keenan          | spielte Addams in Das Ende der Zeit | Rezeptionistin im Convention-Hotel |
| Olivia Darnley         | Schauspielkollegin und Freundin von Georgia Tennant / Moffett, Ex-Partnerin von Adam James, der im DW-Osterspecial 2010 Planet der Toten mitspielte | Kourtney (Tom-Baker-Fan an Peter Davisons Autogrammtisch bei der Convention)                                                              |
| Niky Wardley           | spielte Tamsin Drew, Begleiterin des Achten Doktors in den Hörspielen | Steven Moffats Sekretärin |
| Marion Baker           | Ehefrau von Colin Baker (Sechster Doktor) | sie selbst |
| Katy Manning           | spielte Jo Grant, Begleiterin des Dritten Doktors | sie selbst (Stevens Traumsequenz) |
| Louise Jameson         | spielte Leela, Begleiterin des Vierten Doktors | sie selbst (Stevens Traumsequenz) |
| Carole Ann Ford        | spielte Susan Foreman, Enkeltochter und Begleiterin des Ersten Doktors | sie selbst (Stevens Traumsequenz) |
| Deborah Watling        | spielte Victoria Waterfield, Begleiterin des Zweiten Doktors | sie selbst (Stevens Traumsequenz) |
| Sophie Aldred          | spielte Ace, Begleiterin des Siebten Doktors | sie selbst (Stevens Traumsequenz) |
| Sarah Sutton           | spielte Nyssa, Begleiterin des Vierten und Fünften Doktors | sie selbst (Stevens Traumsequenz) |
| Lalla Ward             | spielte Romana (II), Begleiterin des Vierten Doktors | sie selbst (Stevens Traumsequenz) |
| John Leeson            | Stimme von K-9, intelligenter Roboterhund, Begleiter des Vierten und Zehnten Doktors sowie von Sarah Jane Smith | K-9 (Stevens Traumsequenz) |
| Anneke Wills           | spielte Polly, Begleiterin des Ersten und Zweiten Doktors | sie selbst (Stevens Traumsequenz) |
| Lisa Bowerman          | spielte Karra und Bernice Summerfield, Begleiterinnen des Siebten Doktors | sie selbst (Stevens Traumsequenz) |
| Matthew Waterhouse     | spielte Adric, Begleiter des Vierten und Fünften Doktors | er selbst (Stevens Traumsequenz) |
| Paul McGann            | spielte den Achten Doktor | er selbst (The Four Doctors’ Convention 2013, Hospitality Suite)                                                                          |
| Jon Culshaw            | imitierte schon mehrfach die Stimme von Tom Baker als Vierter Doktor | Anrufbeantworter(1) |
| Jemma Churchill        | Stimme der Lady Forleon im DW-Hörspiel Creatures of Beauty | Fan von Der Doktor und das liebe Vieh, erkennt und verfolgt Hauptdarsteller Peter Davison im Convention-Centre                            |
| Lucy Baker             | Colin Bakers Tochter | sie selbst |
| Bindy Baker            | Colin Bakers Tochter | sie selbst |
| Lally Baker            | Colin Bakers Tochter | sie selbst |
| Rosie Baker            | Colin Bakers Tochter | sie selbst |
| Bruno du Bois          | Regieassistent von Der Hobbit: Eine unerwartete Reise, in welchem Sylvester McCoy Radagast den Braunen spielte | er selbst |
| Peter Jackson          | Regisseur von Der Hobbit: Eine unerwartete Reise | er selbst |
| Sir Ian McKellen       | Sprecher der Großen Intelligenz (OT) in der DW-Folge Die Schneemänner und Darsteller des Gandalf in Der Hobbit: Eine unerwartete Reise und den übrigen Filmen des Herr-der-Ringe-Franchise                                                                                          | er selbst |
| John Barrowman         | Darsteller des Captain Jack Harkness (Companion des Neunten und Zehnten Doktors) in der Hauptserie und im Spin-off Torchwood | er selbst (als heimlich heterosexueller Familienvater)                                                                                    |
| Sarah Churm            | spielte Sarah Braithwaite an der Seite von Peter Davison in At Home with the Braithwaites | John Barrowmans (verheimlichte) Ehefrau                                                                                                   |
| Alice Knight           | | John Barrowmans (verheimlichte) ältere Tochter                                                                                            |
| Olive Tennant          | älteste Tochter von David Tennant und Georgia Moffett (Tennant) | John Barrowmans (verheimlichte) jüngere Tochter                                                                                           |
| Nick Jordan            | Mitarbeiter der Doctor Who Experience | er selbst |
| Brad Kelly             | Finanzmanager der Doctor Who Experience | er selbst |
| David Tennant          | spielte den Zehnten Doktor; heiratete später Peter Davisons Tochter Georgia Moffett | er selbst |
| Richard Cookson        | Drehbuch-Lektor für das Jubiläumsspecial Der Tag des Doktors | Gynäkologe |
| Marcus Elliott         | spielte eine Reihe verschiedener Nebenrollen in der neuen Serie seit 2005, z. T. als Marcus Elliot | Sicherheitsbediensteter Doug |
| Ty Tennant             | ältester Sohn von Georgia Moffett, 2011 adoptiert von David Tennant | er selbst (bzw. nicht näher benanntes Kind, Besucher der Doctor Who Experience)                                                           |
| Barnaby Edwards        | Dalek-Hauptbediener; Regisseur diverser Doctor-Who-Hörspiele von Big Finish Productions | Crewmitglied am Hauptset |
| Nicholas Pegg          | Dalek-Hauptbediener; zudem Autor und Regisseur mehrerer DW-Hörspiele von Big Finish Productions | Crewmitglied am Hauptset |
| David Troughton        | Sohn von Patrick Troughton (Zweiter Doktor); hatte zudem Auftritte in den DW-Handlungssträngen The Enemy of the World (1967–8), The War Games (1969), The Curse of Peladon (1972) und Midnight (2008)                                                                               | Dalek-Bediener |
| Nicholas Briggs        | Stimme diverser Doctor-Who-Monster, darunter die Daleks und Cybermen; zudem leitender Executive Producer bei Big Finish Productions sowie Regisseur und Autor mehrerer DW-Hörspiele                                                                                                 | Dalek-Bediener |
| Frank Skinner          | Comedian, Doctor-Who-Fan. Spielte später die Rolle des Perkins im Handlungsstrang um Die Mumie (Ära des Zwölften Doktors) | Dalek-Bediener |
| Adam Paul Harvey       | Ex-Partner von Georgia Moffett | Produktionskoordinator |
| Derek Ritchie          | Doctor Who Fernsehdramaturg | er selbst |
| Michael Houghton       | Filmeditor in den Tom-Baker- und Peter-Davison-Ären der Hauptserie sowie in Davisons Show A Very Peculiar Practice (als Mike Houghton) | Sicherheitsbediensteter Des |
| Dan Starkey            | spielte ursprünglich den Sontaraner-Kommandanten Skorr in The Sontaran Stratagem; seit 2011 bekannt als Sontaraner Strax; außerdem Gastrolle als Elf im Weihnachtsspecial 2014 Hereingeschneit                                                                                      | er selbst (in Strax-Kostüm und -maske) |
| Des Hughes             | Doctor-Who-Produzent seit 2012 | BBC-Mitarbeiter, Ablenkung der Sicherheitsbeamten                                                                                         |
| Gabriella Ricci        | Zweite Produktionskoordinatorin der Doctor-Who-Folgen 2012–2013 | BBC-Mitarbeiterin, Ablenkung der Sicherheitsbeamten                                                                                       |
| Sandra Cosfeld         | Produktionssekretärin der DW-Folge Asylum of the Daleks | BBC-Mitarbeiterin, Ablenkung der Sicherheitsbeamten                                                                                       |
| Russell T Davies       | Doctor-Who-Showrunner, Drehbuchautor und Executive Producer 2005–2009, verantwortlich für die erfolgreiche Rückkehr der Serie mit dem Neunten Doktor ab 2005 | er selbst |
| Christian Brassington  | spielte Alfred Stahlbaum im Doctor-Who-Hörspiel The Silver Turk; zudem langjähriger Freund von David Tennant, durch diesen seither Schreibpartner von Georgia Moffett und Ehemann von Jennie Fava (Regieassistentin des Jubiläumsspecials und mehrerer DW-Staffeln)                 | Editor des Jubiläumsfilms |

[1]Davison schrieb ursprünglich auch eine Szene für Tom Baker. Als Baker über einen längeren Zeitraum hinweg auf keine der E-Mails reagierte, nutzte Davison einen Ausschnitt aus dem unvollendeten und nie ausgestrahlten Doctor-Who-Handlungsstrang Shada (1980; später verwendet in Die fünf Doktoren, 1983; nachträglich auf VHS veröffentlicht 1992), um Bakers Abwesenheit auf komödiantische Art zu erklären.